# Bains, Haute-Loire

Bains este o comună în departamentul Haute-Loire, Franța. În 2009 avea o populație de 1,236 de locuitori.